# Datum použitelnosti
Datum použitelnosti (někdy též datum spotřeby) vymezuje maximální dobu, po kterou si potravina (při dodržování skladovacích podmínek) zachovává své specifické vlastnosti a splňuje požadavky na zdravotní nezávadnost.
Uvádí se na potravinách, které jsou z mikrobiologického hlediska velmi náchylné ke kažení, a tudíž mohou po velmi krátké době znamenat bezprostřední nebezpečí pro lidské zdraví. Potraviny, u kterých se datum použitelnosti uvádí, jsou stanoveny vyhláškou (např. mléčné výrobky). Na obalech se datum použitelnosti označuje nápisem „spotřebujte do …“. Obvykle stačí uvést jen den a měsíc.
U kosmetických přípravků je uvedeno na obale, je-li doba jejich upotřebitelnosti kratší než 30 měsíců.
U léků je používán[zdroj⁠?!] pojem expirace (méně častěji exspirace, zkráceně „EXP“, z latinského ex(s)pirare, anglicky expiration, zastarale exspiration). Překročené datum použitelnosti však často nemusí znamenat konec účinnosti léčiva, ale u některých je zásadní pro zdraví.
Po uplynutí data použitelnosti se výrobky nesmí nadále prodávat ani bezplatně nabízet (na rozdíl od potravin, s datem minimální trvanlivosti).